# 非选区议员
根據《新加坡共和國憲法》和《國會選舉法令》，在國會大選中，如果當選國會議員的反對派候選人少於下限，選舉官就可以按照得票率的高低，邀請若干名得票率超過15%，卻在大選中落敗的反對黨候選人加入新加坡國會，即非選區議員（英語：Non-constituency Member of Parliament，NCMP）。非選區議員擁有的權力與民選國會議員相等，不過獲邀出任非選區議員的大選候選人可以拒絕受委。
在1984年引入的非選區議員制度是新加坡對傳統西敏制的重大修訂。自該國於1965年獨立以來，執政的人民行動黨（行動黨）已連續四次在大選中贏得國會所有議席，因此時任新加坡總理李光耀認為，非選區議員制度可以保證反對派有機會在國會發聲。據他所說，這個制度會為新加坡帶來好處，因為這個制度可以令新一代新加坡人有機會看到反對派的權限和功用。非選區議員制度剛設立時，反對黨議員人數的下限為3至6人。之後經過國會修憲，非選區議員人數上限於2010年增加到9席，復於2016年增加到12席。
自引入以來，該制度一直備受批評：一、該制度容許未經人民授權的候選人在國會發表意見，所以人們認為這個制度是不民主的；二、反對派批評這個制度締造了一個不公平的競爭環境，因為行動黨可以說「國會一定會有反對黨議員」，並以此主張選民沒有投票給反對派候選人的需要。反對黨一方面反對這一制度，另一方面則接受由此產生的國會議席；曾擔任非選區議員的反對黨人士有李紹祖、惹耶勒南、林瑞蓮和陳立峰等人。2025年新加坡大選結束後，國會共有兩名非選區議員，他們是工人黨的劉宇揚和蔣佩姍。

## 資格及職權
非選區議員是一位在大選中落敗的反對派政黨候選人，不過由於《憲法》和《國會選舉法令》（Parliamentary Elections Act）的條款規定在大選中表現最好的非執政黨落敗候選人可以擁有新加坡國會議員的身份，所以當局會根據這些法例宣布他當選國會議員。非選區議員得名的原因是因為他們在國會裏並不代表任何選區。
新加坡在1984年8月22日根據在當月10日生效的《1984年新加坡共和國憲法（修正）法令》和在當日生效的《1984年國會選舉（修正）法令》引入非選區議員制度。新憲法在《1984年新加坡共和國憲法（修正）法令》生效後開始實施，當中第三十九條第一款b項規定國會非選區議席數目上限為6個。不過，大選後當選非選區議員的人士最多只有三人，而非選區議席的數目則是3減來屆國會反對派議員的總人數。新加坡總統也可以按照內閣的建議下令宣布4－6名反對黨落敗候選人在大選後當選非選區議員；這條總統令將於當屆國會解散時失效。非選區議席數目的增加必須由總統下令批准的規定在2010年7月1日廢除，而國會非選區議席數目的上限也由6席增至9席，大選後國會的非選區議席數目則改為9減去當選反對派國會議員的數目。2016年1月27日，新加坡總理李顯龍提議修改憲法，容許非選區議員獲得與民選議員相等的表決權，並把反對派議員人數的上限從9人增加到12人。相關的憲法修正案已於2016年11月獲國會通過，並於2017年4月生效。

### 資格
非選區議員又被稱為每次大選中的「最佳輸家」。由於當局會從在大選中落敗的候選人選出非選區議員，因此非選區議員的當選資格與民選議員相等：
- 年滿21歲，並擁有新加坡公民權。
- 名字已列入現時的選民登記冊。
- 在新加坡通常居住滿10年或以上。
- 有能力運用至少一種當地官方語言（英文、馬來文、華文、淡米爾文）發言、書寫和閱讀。
- 不得因為《憲法》第四十五條的規定而失去議員資格[b]。

按照《憲法》和《國會選舉法令》規定，國會將設有至少12個反對派議員名額。大選投票結果公布後，在選區競選中得票率最高，但是未能當選的反對黨候選人會獲邀請出任非選區議員。但是，非選區議員議席的分配受到幾個條件的限制：當選議員的反對派人物必須少於12人，才可以分配非選區議席，獲邀候選人在其出選選區的選舉中必須獲得至少15%的選票。此外，在同一個集選區參選，而受邀出任非選區議員者不可多於2人；在同一個不是集選區的選區參選，而受邀出任非選區議員者則不可多於1人。
如果勝出大選的反對派候選人人數少於12人，當局會宣布在大選中得票率最高，但是鎩羽而歸的反對黨候選人當選非選區議員，去填補反對派議員的名額。因此，非選區議席數目就是12減去當選反對派議員的數目。
如果當局邀請一個集選區競選團隊接受一個非選區議席，那麼這個團隊就一定要在7天內決定當選非選區議員的人選，並通知選舉官。當某人當選非選區議員時，他就必須宣誓效忠新加坡，並承諾會「恪守、維護和捍衛《新加坡共和國憲法》。」如果這個程序沒有在大選後國會第1個會期第1或第2次會議完成，國會可以根據決議宣布非選區議席懸空，也可以根據決議宣布空缺將由下一位合乎資格的大選參選人填補，遞補次序將根據候選人在大選裏的得票率而決定。
有資格成為非選區議員的反對黨成員可以拒絕接受他的國會議席。例如1984年大選後，得票率最高的反對黨落選候選人奈爾（M. D. P. Nair）所屬的工人黨拒絕接受非選區議席，之後選舉官邀請得票率第二高的反對黨落選候選人陳志堅（Tan Chee Kien）擔任非選區議員，不過他所屬的新加坡統一陣線（統陣）也拒絕了非選區議席，令非選區議席懸空。

### 職權
自2017年4月起，非選區議員和民選國會議員的職權大致相同，他們有權參與國會辯論，發表自己的意見，並參與所有議案的投票表決程序。2017年4月憲法修正案生效前，他們不可以參與下列議案的投票表決程序：
- 憲法修正法案。
- 任何與修正撥款法案、補充撥款法案和最終撥款法案（授權新加坡政府動用公款的法案）的法案有關的動議。
- 任何與修正涉及財務的法令的法案有關的動議[c]。
- 對政府的不信任動議。
- 總統罷免案。

## 設立理據

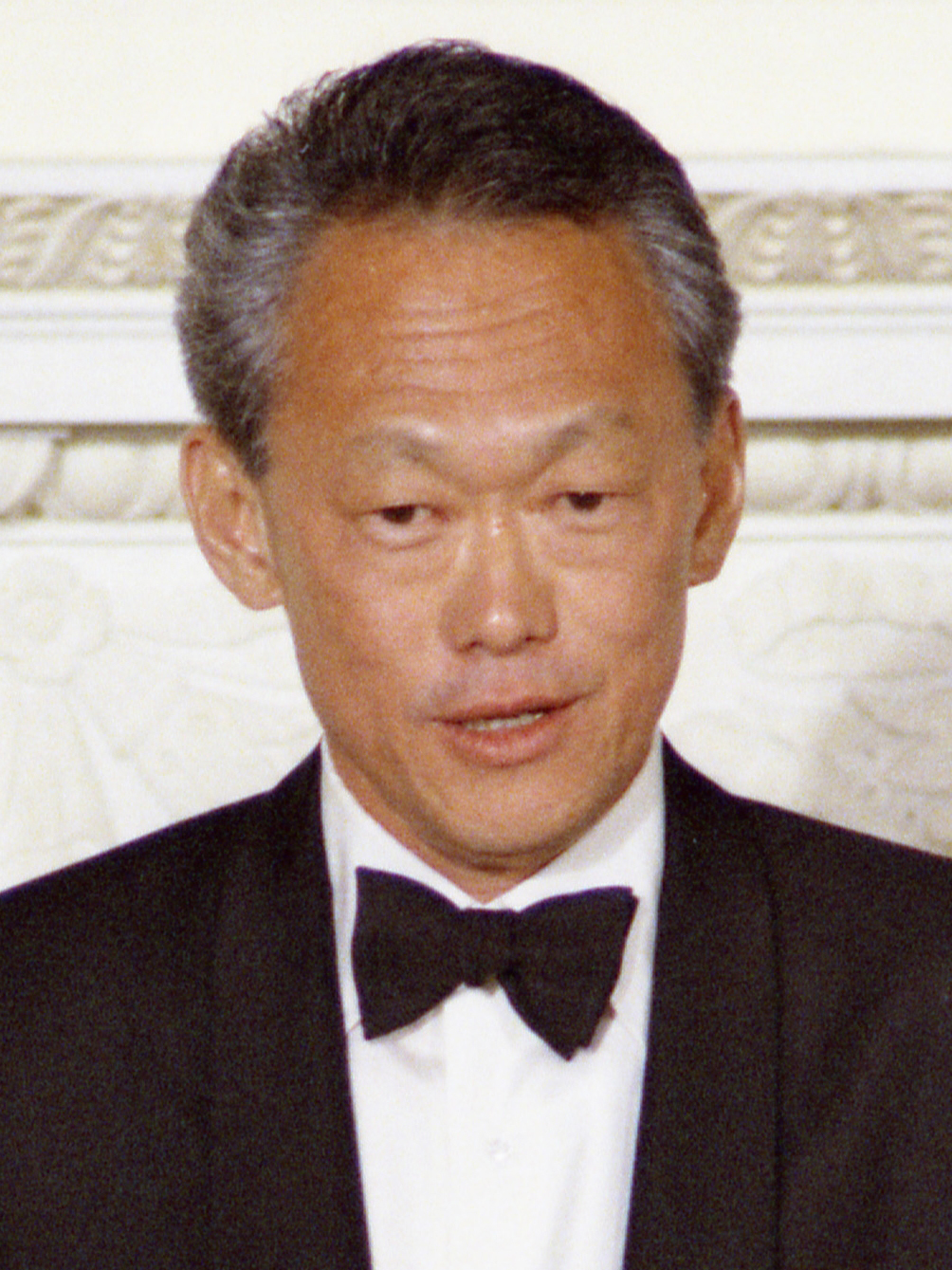
新加坡建國總理李光耀（上圖攝於1975年）曾為非選區議員制度護航，認為這個制度對新加坡的發展很重要

1984年，時任新加坡總理李光耀就引入非選區議員制度的法案提出二讀時，向國會提出了設立非選區議員制度的三個主要理由：一、他說非選區議員制度可以令反對派在國會擁有最少的席位，讓年輕一代的人民行動黨（行動黨）議員有機會和這些對手辯論，「磨練他們的辯論技巧」。二、反對派議員的存在，能令年輕一代的選民意識到反對派在憲政體制中的功能和權限，起教育作用。李光耀說這理由特別重要，因為當時年輕的新加坡人未經歷過1950－1960年代新加坡國會出現的鬥爭，也未曾在這種環境中成長，「對反對黨的角色存有幻想」，「根本不知道反對黨可以造成多大的破壞」。三、在國會裏，非行動黨議員可以制衡政府任何的不當行為。李光耀說：「有非行動黨議員，就能保證會有人告訴他們（行動黨議員）操守不當的疑團和傳聞」。
非選區議員制度另一個目的是「確保在野黨的國會席次」。1968年至1980年期間，行動黨屢屢獨攬所有國會議席，直至惹耶勒南在1981年於安順區補選獲勝，才打破這一局面。因為他是當時國會裏唯一一位反對派議員，所以他既不能在國會展開有意義的辯論，提出動議時也找不到另一位議員附議。1984年之前，反對派一連4屆大選都全軍覆沒，以至於國會沒有反對派議員（如下表所示），這也促使政府推行非選區議員制度。
| 大選年份 | 行動黨得票率 | 反對派得票率 | 行動黨贏得 議席數目 | 反對派贏得 議席數目 |
| -------- | ------------ | ------------ | ------------------- | ------------------- |
| 1968     | 89.7%        | 13.3%        | 21                  | 0                   |
| 1972     | 70.4%        | 29.6%        | 65                  | 0                   |
| 1976     | 74.1%        | 25.9%        | 69                  | 0                   |
| 1980     | 77.7%        | 22.3%        | 75                  | 0                   |

## 批評

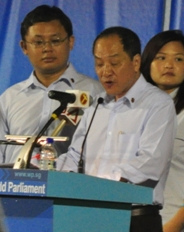
2011年新加坡大選期間，工人黨秘書長劉程強（上圖為當時他在盛港一次群眾大會上致詞的情形）表示即使當局邀請他出任非選區議員，他也不會接受。最後他當選阿裕尼集選區議員，因此上述情況並未出現。

行動黨議員、反對派議員和官委議員都曾經批評過非選區議員制度。新加坡國會在2010年4月展開關於把非選區議席數目由6席增至9席的辯論，期間便有數名國會議員不滿設立非選區議員的概念既不合理，也不民主，例如行動黨議員楊康海質疑非選區議員制度是否有提升國會辯論水平，而官委議員鄭恩里則說：
獲邀出任非選區議員的人是那些在大選中落敗的政客。議長先生，他們是落選的－他們是落選的。我不知道怎樣可以再強調這點。這些政客為著某些政治議題提出了某些政綱；而大多數選民都已經考慮過這些議題、這些政客、並已經在大選投票中摒棄他們。把這些人引入國會，往好裡說是在民主選舉邏輯面前打對台；往壞裡說這簡直是給所有投票反對他們的選民的臉上摑一記耳光。
自從當局引入非選區議員制度以來，反對派便譴責這種議席是「造假」和「無牙」的議席。前反對派國會議員惹耶勒南曾經在國會質疑執政黨為了維持在國會內的支配地位而設立的非選區議員制度「是詭計還是陰謀」。當地部分憲政學者認為這個制度令反對派在大選中處於劣勢，並舉例如下：一、在國會裏，非選區議員被限制不可以參與某種議案的表決程序。因此，有意見認為非選區議員在國會出現的意義「似乎超不過陪襯作用，以及為未見識過國會辯論唇槍舌劍的行動黨年輕一代提供一個在辯論場上練劍的機會。」二、非選區議員的反對黨黨籍給人的印象是這種議員必定要和政府對抗，即使他私下能夠理解政府某份提案的好處也好；這限制了非選區議員制度的效用。三、有批評認為非選區議員制度是阻止選民把票投給反對派候選人，令他們躋身國會的策略，因為這個制度保證國會至少會設有一定數量的非選區議席。可以料到的是，這種為「最佳輸家」而設的預設機制所帶來的保證會沖淡選民投票給反對派候選人，令他們晉身國會的動機，因此這個制度窒礙了民選反對派國會議員人數的自然增長。
當地部分反對派領袖曾在2011年大選期間表態，說自己不會接受非選區議席。當中，工人黨秘書長兼時任後港單選區議員劉程強指出非選區議員缺乏「實力和真正的草根支持」，並以此為由，拒絕出任非選區議員。非選區議員不代表任何選區，因此他們無法得到擴大影響力的機會。
曾在2006年至2011年期間擔任新加坡國會唯一一位非選區議員的林瑞蓮曾經在2010年國會辯論期間作出評論，認為當時政府增設非選區議席的提議「只是把不好的情况加以改善罢了，不過增設非選區議席並不是令（新加坡的）政治制度變得更健全的做法。」她指出非選區議員沒有代表人民的正式資格，也不能以他們的名義撰寫公函，又說這兩點都是非選區議員制度的缺點。此外，非選區議員也沒有籌辦活動和與人民對話的物質基礎。她認為由於執政黨涉嫌濫用集選區制度和不公平的選區劃分手段，所以國會缺乏更多元的政治意見；如果只是把非選區議員制度視為應付這個問題的「權宜之計」的話，那就會對新加坡政治更有利。
李顯龍在2011年出席一場電視直播論壇時指出，行動黨引入非選區議員制度和擴大這個制度的規模的原因是「因為它承認新加坡人渴求非主流的聲音，也承認（新加坡）要有反對黨去代表社會上紛陳的意見」，並以此反駁「非選區議員不是真正的反對派」這個主張。他提到非選區議員在國會裏可以自由辯論各種議題，而這個制度也為反對黨政客提供了一個機會，讓他們「建立地位、增加在來屆大選中當選的機會」。

## 列表

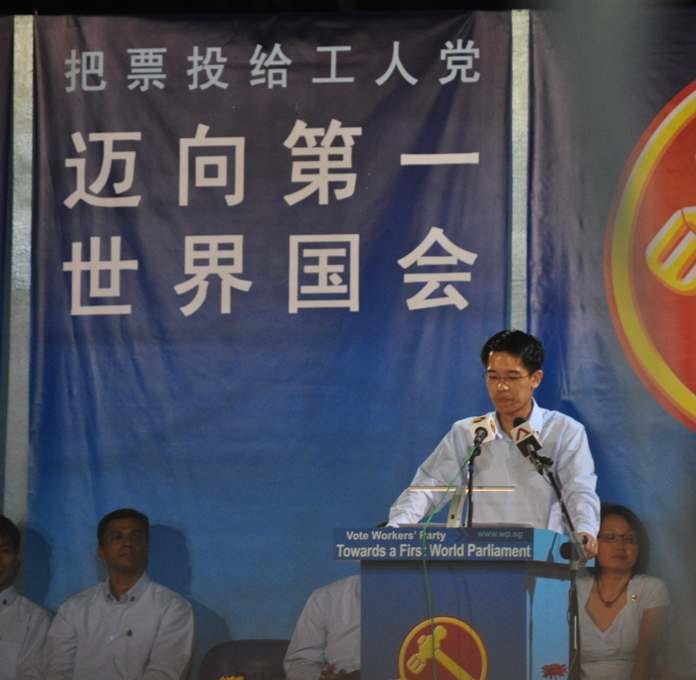
工人黨的嚴燕松（上圖顯示的是他在2011年大選期間參與在勿洛體育場舉行的群眾大會，並上台發言的情形）自2011年5月16日起受委成為非選區議員。

新加坡在1984年引入非選區議員制度，並於同年稍後舉行大選。工人黨的惹耶勒南和新加坡民主黨的詹時中在大選中勝出，成為反對派議員，因此第6屆國會設有一個非選區議席。本來當局把非選區議席分給工人黨的奈爾，不過根據工人黨後來的決定，該黨落敗候選人不可以接受非選區議席。時任工人黨秘書長惹耶勒南說，當局設立非選區議席的「真正目的」是為了促使選民再給行動黨投票，令它贏得所有國會議席，這樣做「違反議會政府的本意」。當局接着又把非選區議席分給統陣的陳志堅，然而統陣後來也決定拒絕接受非選區議席。當局把這種舉措視為「辭職」的表現，因此當屆國會的非選區議席終告懸空。
工人黨的李紹祖是第一個接受政府委任，出任非選區議員的人，他在1988年大選後就職；詹時中是唯一一個在當屆大選中勝選的反對派候選人。當局在1988年12月16日宣布李紹祖和他的黨友蕭添壽當選非選區議員。然而國會議長陳樹群在1989年1月9日宣布蕭添壽自1988年12月17日起便已經因為被法庭裁定逃稅罪成立，判處罰款而失去非選區議員資格。再下一屆大選在1991年舉行，在當屆大選中勝選的反對派候選人共有4人，多於非選區議席的數目上限，因此第8屆國會不設非選區議席。
1997大選舉行後，國會設有一個非選區議席。新加坡政府邀請惹耶勒南出任非選區議員。惹耶勒南接受了邀請，並於1997年1月14日就任。其後惹耶勒南因為欠債問題而被判破產，自2001年7月23日起失去議員資格。新加坡民主联盟的謝鏡豐和工人黨主席林瑞蓮則分別在2001年大選和2006年大選過後成為非選區議員。
非選區議席數目上限在2010年增至9個。2011大選和2015年大選中，工人黨在後港單選區和阿裕尼集選區（5人區）勝出，故第12、13屆國會設有3個非選區席次。第12屆國會（2011—2015）的非選區議員為新加坡人民黨波東巴西單選區落選人羅文麗、工人黨如切單選區落選人余振忠，以及工人黨東海岸集選區落選人嚴燕松，第13屆國會（2015—2020）的非選區議員則為鳳山單選區落選人陳立峰、東海岸集選區落選人貝理安、吳佩松，均為工人黨黨員。其中吳佩松的職位原應由連任失敗的工人黨原榜鵝東單選區議員李麗連出任，但她以「避免影響事業」為由拒絕就任，國會則在翌年1月29日通過決議，由吳佩松填補該職缺。
在2020年、2025年大選中，工人黨除了原有席次，還在盛港集選區勝出，因此第14、15屆國會設有兩個非選區議席。第14屆國會（2020—2025）的非選區議員來自新加坡前進黨的西海岸集選區團隊，其中前進黨秘書長陳清木表明自己曾擔任議員多年，不會出任非選區議員。助理秘书长梁文辉起初表示不會受邀，但後來接受前進黨的提名，和副主席潘群勤一起擔任非選區議員。2025年大選中，前進黨得票率下降，失去所有國會席次，而非選區議員則由惹蘭加由單選區落選人劉宇揚、淡濱尼集選區落選人蔣佩姍擔任，均為工人黨黨員。
| 6  | 懸空                 | 懸空                    | 懸空                           | 懸空 | 懸空           | 懸空           |    |    |    |
| 7  | －                   | 李紹祖 （1917－2002）   | 1988年12月16日－ 1991年8月31日 | 1988 | 友諾士集選區   | 工人黨         |    |    |    |
| 8  | 無                   | 無                      | 無                             | 無   | 無             | 無             | 無 | 無 | 無 |
| 9  |                      | 惹耶勒南 （1926－2008） | 1997年1月14日－ 2001年7月23日  | 1997 | 靜山集選區     | 工人黨         |    |    |    |
| 10 |                      | 謝鏡豐 （1970－）       | 2001年11月5日－ 2006年4月20日  | 2001 | 蔡厝港單選區   | 新加坡民主联盟 |    |    |    |
| 11 | Sylvia Lim Swee Lian | 林瑞蓮 （1965－）       | 2006年5月12日－ 2011年4月9日   | 2006 | 阿裕尼集選區   | 工人黨         |    |    |    |
| 12 | －                   | 羅文麗 （1949－）       | 2011年5月16日－ 2015年8月25日  | 2011 | 波東巴西單選區 | 新加坡人民黨   |    |    |    |
| 12 | －                   | 余振忠 （1965－）       | 2011年5月16日－ 2015年8月25日  | 2011 | 如切單選區     | 工人黨         |    |    |    |
| 12 |                      | 嚴燕松 （1976－）       | 2011年5月16日－ 2015年8月25日  | 2011 | 東海岸集選區   | 工人黨         |    |    |    |
| 13 |                      | 陳立峰 （1970－）       | 2015年9月16日－ 2020年6月23日  | 2015 | 鳳山單選區     | 工人黨         |    |    |    |
| 13 |                      | 貝理安 （1970－）       | 2015年9月16日－ 2020年6月23日  | 2015 | 東海岸集選區   | 工人黨         |    |    |    |
| 13 | －                   | 吳佩松 （1973－）       | 2016年2月29日－ 2020年6月23日  | 2015 | 東海岸集選區   | 工人黨         |    |    |    |
| 14 |                      | 梁文辉 （1959－）       | 2020年7月16日－2025年4月15日   | 2020 | 西海岸集選區   | 新加坡前進黨   |    |    |    |
| 14 | 潘群勤 （1970－）    |                         | 2020年7月16日－2025年4月15日   | 2020 | 西海岸集選區   | 新加坡前進黨   |    |    |    |
| 15 |                      | 劉宇揚 （1991－）       | 2025年5月19日－                | 2025 | 惹兰加由单选区 | 工人黨         |    |    |    |
| 15 |                      | 蔣佩姍 （1992－）       | 2025年5月19日－                | 2025 | 淡滨尼集选区   | 工人黨         |    |    |    |

## 註解
1. ↑  由在2010年7月1日生效的《2010年新加坡共和國憲法（修正）法令》（2010年第9號法令）和《2010年國會選舉（修正）法令》（2010年第16號法令）廢除。
2. ↑  根據《憲法》第四十五條，任何人士若符合下列任何一項條件，就會喪失成為國會議員的資格[14]：
  1. 被發現或裁斷為心智不健全者；
  2. 未解除債務的破產者；
  3. 擔任有收益的職位；
  4. 獲提名參與國會選舉或總統選舉，但未能依法在限定時間內以指定的方式提交選舉開支報表的人士或他的選舉代理人；
  5. 在新加坡或馬來西亞被法庭裁定有罪，判處監禁一年以上或罰款2000新加坡元以上，而且沒有因為得到赦免而獲釋（如果某人的罪名由馬來西亞法庭裁定成立，則除非新加坡法庭可以對在新加坡發生的同等罪行判刑，否則有關人士成為國會議員的資格不得被褫奪[15]）；
  6. 自願獲取某外國公民權或在某外國行使公民權，或已宣誓效忠某外國（按該條第三款，英聯邦成員國和愛爾蘭共和國不在此限[16]）；或
  7. 根據任何關於總統選舉或國會選舉相關罪行的法例被裁定有罪或在關於總統選舉或國會選舉的法庭審訊中被判定作出觸犯有關罪行的行為，並因而喪失成為國會議員的資格。
3. ↑  按照《憲法》第六十八條的定義，一般而言，「涉及財務的法令」一詞指稱的是一項只包含與財政事務（例如調整稅收和動用公款）的處理有關的條文的法案。
4. ↑  1984年新加坡大選後，無人接受非選區議席。
5. ↑  1991年新加坡大選後，新加坡國會不設非選區議席。

## 註腳
1. ↑  Constitution of the Republic of Singapore (1985 Rev. Ed., 1999 Reprint （页面存档备份，存于）).
2. 1 2  Parliamentary Elections Act (Cap. 218, 2011 Rev. Ed. （页面存档备份，存于）) ("PEA").
3. ↑  Kevin Y[ew] L[ee] Tan; Thio Li-ann, ,  3rd, Singapore: LexisNexis: 299–360 at 309, 2010, ISBN 978-981-236-795-2, Non-Constituency MPs ... are appointed from among the losing Opposition candidates who polled the highest votes and they do not serve any constituency (as the name implies).
4. ↑  Constitution of the Republic of Singapore (Amendment) Act 1984 (No. 16 of 1984)
5. ↑  Parliamentary Elections (Amendment) Act 1984 (No. 22 of 1984)
6. ↑  Parliamentary Elections Act (Cap. 218 , 2007 Rev. Ed.) ("PEA (2007 Rev. Ed.)"), s. 52(1).
7. ↑  PEA (2007 Rev. Ed.), ss. 52(1) and (1A); Pang Gek Choo, , The Straits Times, 1997-01-04: 35.
8. ↑  Chua Lee Hoong, , The Straits Times (reproduced on the website of the Prime Minister's Office), 2011-04-22  [2015-08-07], （原始内容存档于2012-10-28）.
9. 1 2 3  PEA, s. 52(1).
10. 1 2  Lee, Min Kok. . The Straits Times. 2016-01-27  [2017-01-11]. （原始内容存档于2021-05-23）.
11. ↑  Constitution of the Republic of Singapore (Amendment) Act 2016 (No. 28 of 2016 （页面存档备份，存于）), s. 25
12. ↑  Tey Tsun Hang, , Legal Studies, 2008-12, 28 (4): 610–628 at 612, doi:10.1111/j.1748-121X.2008.00106.x.
13. ↑  Singapore Constitution, Art. 44.
14. ↑  Constitution, Art. 45(1).
15. ↑  Constitution, Art. 45(1)(e).
16. ↑  Constitution, Art. 45(3).
17. ↑  PEA, s. 52(3).
18. ↑  PEA, s. 52(3A)(a).
19. ↑  PEA, s. 52(3A)(c).
20. ↑  PEA, s. 52(3B)(a).
21. ↑  Singapore Constitution, Art. 61 and the 1st Schedule, Form 3.
22. ↑  PEA, ss. 53(1) and (2).
23. 1 2  Ahmad Osman, , The Straits Times, 1985-01-05: 1
24. 1 2  Low Mei Mei, , The Straits Times, 1985-03-12: 36; , The Straits Times, 1985-03-17: 11.
25. 1 2  , The Straits Times, 1985-05-15: 12
26. ↑  Singapore Constitution, Art. 39(2)
27. ↑   Lee Kuan Yew (Prime Minister), speech during the Second Reading of the Constitution of the Republic of Singapore (Amendment) Bill, Singapore Parliamentary Debates, Official Report (1984-07-24), vol. 44, cols. 1724–1726
28. ↑  Lee, speech during the Second Reading of the Constitution of Republic of Singapore (Amendment) Bill, Singapore Parliamentary Debates, Official Report (1984-07-24), col. 1726.
29. 1 2  , Financial Times, 1984-12-24: 1, cited in Tey, p. 614, n. 22.
30. ↑  , Elections Department, 2012-06-07  [2012-10-28], （原始内容存档于2017-07-03）.
31. ↑  , Elections Department, 2012-06-07  [2012-10-28], （原始内容存档于2017-07-03）.
32. ↑  , Elections Department, 2012-06-07  [2012-10-28], （原始内容存档于2017-07-03）.
33. ↑  , Elections Department, 2012-06-07  [2012-10-28], （原始内容存档于2017-07-03）.
34. ↑  Alvin Yeo (Hong Kah GRC), speech during the Second Reading of the Constitution of the Republic of Singapore (Amendment) Bill, Singapore Parliamentary Debates, Official Report (2010-04-26), vol. 87, col. 53ff.
35. ↑  Calvin Cheng (NMP), speech during the Second Reading of the Parliamentary Elections (Amendment) Bill, Singapore Parliamentary Debates, Official Report (2010-04-27), vol. 87, cols. 307–310; see also , The Straits Times (reproduced on the AsiaOne website), 2010-04-28  [2015-08-07], （原始内容存档于2021-01-23）.
36. ↑   J.B. Jeyaretnam (Anson SMC), speech during the Second Reading of the Constitution of the Republic of Singapore (Amendment) Bill, Singapore Parliamentary Debates, Official Report (1989-07-24), vol. 44, cols. 1754 and 1757–1758.
37. ↑  Thio Li-ann, , Singapore Journal of Legal Studies, 1993: 80–122 at 98–99, SSRN 965257 .
38. ↑  Tey Tsun Hang, p. 615.
39. ↑  Thio, "The Post-colonial Constitutional Evolution of the Singapore Legislature", p. 98.
40. ↑  Zakir Hussain, , The Straits Times, 2011-04-12.
41. ↑  Teo Xuanwei, , Today, 2011-03-24.
42. 1 2   Sylvia Lim (NCMP), speech during the Second Reading of the Constitution of the Republic of Singapore (Amendment) Bill, Singapore Parliamentary Debates, Official Report (2010-04-26), vol. 87, col. 53ff.
43. ↑  See also Imelda Saad, , Channel NewsAsia, 2010-04-26  [2015-08-07], （原始内容存档于2010-04-29）.
44. ↑  Elgin Teo, , The Straits Times, 2011-04-13.
45. ↑  , The Straits Times, 1984-12-25: 1
46. ↑  Tan Tarn How, , The Straits Times, 1988-09-18: 22
47. ↑  Tan Soo Khoon (Speaker), "Mr Francis Seow Tiang Siew (Disqualification as Non-Constituency Member) (Announcement by Mr Speaker)", Singapore Parliamentary Debates, Official Report (1989-01-09), vol. 52, cols. 10–11; , The Sunday Times (Singapore), 1991-10-28: 22
48. ↑  , The Sunday Times (Singapore), 1991-09-01, Aside from Mr Chiam See Tong and the surprise three other opposition candidates who won seats in Parliament, the five top losers among the opposition were all also unexpected faces. None of them will however be appointed Non-Constituency MPs as current election laws provide for their appointment only if fewer than four opposition members are elected outright into Parliament.
49. ↑  , The Straits Times, 1997-01-11: 3.
50. ↑  , The Straits Times, 1997-01-16: 2, Workers' Party secretary-general J. B. Jeyaretnam has been declared a Non-Constituency Member of Parliament (NCMP) officially. A Government extraordinary gazette on Tuesday night, signed by Returning Officer Tan Boon Huat, declared him an NCMP.
51. ↑  Tan Soo Khoon (Speaker), "Seat of Non-constituency Member of Parliament Mr J B Jeyaretnam (Announcement by Mr Speaker)", Singapore Parliamentary Debates, Official Report (2011-07-25), vol. 73, cols. 1822–1823; , The Straits Times, 2001-07-26: 4.
52. ↑  G. Sivakkumaran, , The Straits Times, 2001-11-06: 6
53. ↑  , Channel NewsAsia, 2006-05-09  [2015-08-07], （原始内容存档于2011-06-29）; , Channel NewsAsia, 2006-05-13, The Returning Officer for the recent General Election, Mr Tan Boon Huat has declared Workers' Party Chairman, Sylvia Lim as the candidate elected to be the Non-Constituency MP or NCMP. The declaration was made in a Government Gazette announcement on Friday.
54. ↑  , The Straits Times, 2011-05-17; S. Ramesh, , Today, 2011-05-17: 10  [2015-08-07], （原始内容存档于2011-05-18）
55. ↑  林子恒. . 聯合早報 (新加坡: 新加坡報業控股). 2015-09-17: 1  [2015-08-03]. （原始内容存档于2015-10-03）.
56. ↑  . 聯合早報 (新加坡: 新加坡報業控股). 2016-02-05  [2016-02-08].
57. ↑  . 联合早报 (新加坡报业控股). 2020-07-11  [2020-07-11].
58. ↑  Koh, Fabian. . The Straits Times (Singapore Press Holdings). 2020-07-14  [2020-07-14]. （原始内容存档于2020-07-14）.
59. ↑  温伟中. . 联合早报 (新加坡报业控股). 2025-05-04  [2025-05-22].
60. ↑  陈可扬. . 联合早报 (新加坡报业控股). 2025-05-19  [2025-05-22].

## 延伸閱讀

### 文章
- Tan, Eugene; Chan, Gary, , SingaporeLaw.sg, The Singapore Legal System (Singapore Academy of Law), 2009-04-13  [2010-12-01], （原始内容存档于2010-12-02）.
- Tan, Kevin Yew Lee, , Singapore Law Review, 1992, 13: 26–59.
- Thio, Li-ann, , Singapore Journal of International and Comparative Law, 2002, 6: 181–243.
- Winslow, Valentine S., , Malaya Law Review, 1984, 28: 268–274.

### 書籍
- Chan, Helena H[ui-]M[eng], , , Singapore: Butterworths Asia: 30–40, 1995, ISBN 978-0-409-99789-7.
- Loke, Hoe Yeong; Yee, Jenn Jong, , Singapore: World Scientific, 2024-06, ISBN 978-981-12-9293-4.
- , Singapore: Parliament of the Republic of Singapore, 1997, ISBN 978-9971-88-567-0.
- Tan, Kevin Y[ew] L[ee], ,  rev., Singapore: Talisman Publishing: 33–60, 2011, ISBN 978-981-08-6456-9.
- Tan, Kevin Y[ew] L[ee]; Thio, Li-ann, ,  3rd, Singapore: LexisNexis: 299–360, 2010, ISBN 978-981-236-795-2.
- Thio, Li-ann, ,  (PDF), Singapore: Butterworths Asia for the ASEAN Law Association, 1995  [2015-08-07], ISBN 978-0-409-99802-3, （原始内容 (PDF)存档于2009-12-04）.